# Godefroid Camauer
Godefroie Matthieu Julien (Godefroid) Camauer (Bergen op Zoom, 31 mei 1821 – Hoei, 18 oktober 1884) was een Belgisch componist van Nederlandse komaf.
Hij was zoon van  belastingcontroleur en muziekliefhebber Pieter Joseph Camauër en Cornelia Levina Lambersij. Hijzelf huwde tweemaal. In 1866 ontving hij uit handen van de koning Leopold II van België een speld met diamanten, in 1868 gevolgd door een benoeming tot ridder in de Leopoldsorde.
Hij kreeg zijn muziekopleiding, voornamelijk piano, in Bergen Op Zoom bij een muziekvereniging. Al op zijn zesde zou hij een concert hebben gegeven. De familie verhuisde naar Tilburg. Vervolgens pakte hij de studie weer op, maar dan aan het conservatorium in Luik volgens de methode Daussoigne-Mehul. Hij ging vervolgens werken als kapelmeester van de Collegiale kerk Onze-Lieve-Vrouw en Domitianus van Hoei in Hoei en gaf ook muzieklessen aan bijvoorbeeld Eugène Hutoy en Jules Berleur. In 1853 richtte hij er La société d’amateurs (amateurorkest) op. Met dat orkest haalde hij concoursprijzen in Luik (1853), Brussel (1855), Gent (1856), Leuven (1857) en opnieuw Luik. Vanaf 1873 was hij werkzaam als professeur aan de normaalschool voor de toonkunst in het koninklijk atheneum te Hoei. In 1883 werd hij in Tilburg geëerd met een concert (L’illustre compositeur et directeur et au savant professeur).
Zijn oeuvre is niet groot:
- in 1863 waren er zes missen van hem bekend, waaronder de Messe de Reqieum (1853, op elpee vastgelegd) en Messe solennelle (1860, eveneens op elpee vastgelegd)
- een ouverture pastorale (opgedragen aan koning Willem III der Nederlanden);
- Grétry a Fontaineblaau, een opéra comique (uitvoeringen in 1856 en 1857: 12 januari 1857 te Theatre Royal de Liege).
- Christophe Colomb

- Virtual International Authority File: 1496152744515127850009